# Zitlala
Zitlala è un comune del Messico, situato nello stato di Guerrero, il cui capoluogo è la località omonima.
Conta 22.721 abitanti (2015) e ha una estensione di 301,36 km².